# Zou (série télévisée d'animation)
Pour les articles homonymes, voir Zou.
 (octobre 2021).
Améliorez-le ou discutez des points à vérifier. 
Zou est une série télévisée d'animation française pour enfants, inspirée des livres de Michel Gay. Sous forme d'anthropomorphisme, elle met en scène un petit zèbre de cinq ans, évoluant autour de sa famille et de ses amis.
Les épisodes, d'une durée de 11 minutes, sont diffusés dans près de 150 pays et 25 langues. Il s'agit du plus gros succès international de son producteur, Cyber Group Studios, associé à CGS 3D  pour Disney,.

## Les personnages
- Zou (Gwenaelle Jegou) : un zèbre de cinq ans, curieux et très joueur.
- Maman (Delphine Braillon) : la mère de Zou.
- Papa (Damien Witecka) : le père de Zou.
- Mamie (Danièle Douet) : la grand-mère paternelle de Zou, bonne pâtissière.
- Papi : le grand-père paternel de Zou, bon bricoleur.
- Nanou (Brigitte Lecordier) : l'arrière-grand-mère (mère de Papi) de Zou.
- Poc : un petit oiseau vert et blanc, le compagnon de Zou.
- Elzée (Kelly Marot) : la voisine de Zou et sa meilleure amie. C’est la plus belle.
- Zinnia : la cousine de Zou, ballerine en herbe, elle a tendance à être arrogante et collante.
- Tante Zelda : la tante de Zou (la mère de Zinnia).
- Oncle Zavier : l'oncle de Zou (le père de Zinnia), assez imbu de sa personne.
- Zak : un jeune zèbre impatient et nerveux, autre ami de Zou, fils de M. Zoey.
- M. Zoey / Zoey le facteur : l'épicier et facteur du quartier, père de Zak.
- Mme Zolli : une dame qui s'occupe de la sécurité routière.
- Zena (depuis la saison 2) : c'est la mère d' Elzée, elle aime l'art et la peinture.
- Zigmund et Zoroastre (depuis la saison 3) :  ce sont des frères jumeaux artistes, ils possèdent un atelier.
- Zoï (depuis la saison 3) : il est le professeur de sport de Zou et de ses amis.

## Fiche technique
Sauf indication contraire, les informations mentionnées dans cette section peuvent être confirmées par la base de données cinématographiques Allociné,  présente dans la section « Liens externes ».
- Titre : Zou
- Scénario : Thomas Badoureaux, Marie Beardmore, Hervé Benedetti, Anastasia Heinzl, Jimmy Hibbert, Darren Jones, Nicolas Robin
- Réalisation : Olivier Lelardoux
- Musique : Ian Nicholls, Riccardo Mullhall
- Production : Hélène Maret, Billy "Frédéric" Richard, Pierre Sissmann, Seng Choon Meng, Wong Chi Kong,
- Société de production : Cyber Group Studios, Scrawl Studios, Disney Junior
- Société de distribution : France 5
- Pays d'origine :  France  Australie
- Langue originale : Français
- Nombre d'épisodes : 156 (3 saisons)
- Durée : 11 minutes
- Date de première diffusion :
  -  France: 22 décembre 2012
  -  États-Unis: 2 septembre 2013
- Classification : jeunesse enfants

## Liste des épisodes

### Saison 1 (2012-2013)
1. Zou cuistot
2. Zou fait du camping
3. Zou quitte la maison
4. Le roi Zou
5. Zou facteur
6. Zou détective
7. Le hochet de Zou
8. Zou alpiniste
9. Zou photographe
10. Élevage de fourmis
11. Le tambour de Zou
12. Goldie le tournesol
13. Objectif Mars
14. Zou l'artiste
15. La gazette de Zou
16. Zou et le docteur
17. L'épouvantail de Zou
18. L'ogre d'Halloween
19. Zou et l'arc-en-ciel
20. La promesse de Zou
21. Le talkie-walkie de Zou
22. Zou pâtissier
23. Super Zou
24. Zou mène la danse
25. Zou le magicien
26. Zou et Zonk, le dinosaure géant
27. Le match de football
28. Le vélo de Zou
29. La Valentine de Zou
30. Zou et la chenille
31. Le spectacle de Zou
32. Le cirque de Zou
33. La pie de Zou
34. Zou et le piège à éléphant
35. Zou se déguise
36. Le seau de Zou
37. Un jour de vent
38. Zou et la comète
39. Zou et les trucs à rayures
40. Le jour de pluie de Zou
41. Zou dit pardon
42. Le vide-grenier de Zou
43. La grande course
44. L'aquarium de Zou
45. Le robot de Zou
46. Le voyage de Zou
47. Pirates et fées
48. Zou dans les airs
49. Zou fait le clown
50. Zou et le Lapin de Pâques
51. Panne de courant
52. Zou avoue

### Saison 2 (2015)
1. Zou et le magicien
2. Zou et les extraterrestres
3. Tic Toc
4. Zou joue à cache-cache
5. Zou joue au cricket
6. Zou et le concours de châteaux de sable
7. Zou et le plus beau cadeau
8. Zou et le chapeau de Nanou
9. Zou inventeur
10. Zou secouriste
11. L'igloo de Zou
12. Zou serveur
13. Zou et l'abominable homme des neiges
14. Zou et la boîte mystérieuse
15. Zou réparateur
16. Zou musicien
17. Zou et le ballon de football
18. La luge de Zou
19. Zou et les portraits
20. Zou et l'oisillon
21. Un conte d'hiver (partie 1)
22. Un conte d'hiver (partie 2)
23. Le pique-nique express de Zou
24. La course de bateaux de Zou
25. La photo de famille de Zou
26. Zou et le bernard-l'hermite
27. Zou et les objets perdus
28. Zou et la grande livraison
29. Zou fait la circulation
30. Super Zou
31. Le potager de Zou
32. Le vase de Zou
33. Zou et la capsule temporelle
34. Zou et le tapis magique
35. Zou et le robot de Zak
36. La drôle de course de Zou
37. L'herbier de Zou
38. Zou et le jeu des couleurs
39. Zou ne veut pas aller se coucher
40. Zou et la pâte à modeler
41. Zou fait la classe
42. La surprise spéciale de Zou
43. Zou et la sécurité routière
44. L'invité de Zou
45. Zou et le doudou Zébrou
46. Zou et la fête des mères
47. Zou et le pompon-monstre
48. Un zèbre très important
49. La journée de pèche
50. Zou et les jeux zébriques
51. Zou et les artistes
52. Zou fait des crêpes

### Saison 3 (2017-2018)
1. Zou et le bateau pirate
2. Zou se camoufle
3. Zou et l’œuf de dinosaure
4. Zou et la course aquatique
5. Commandant Zou
6. Les perles de Zou
7. Le record de Zou
8. Zou apprend à nager
9. Le musée de Zou
10. Zou l'encadreur
11. Zou et la page manquante
12. Zou et le pantin de Papy
13. Zou fait un carton
14. Zou et la pie affamée
15. Le chef-d'œuvre de Zou
16. Zou et l'admirateur secret
17. Zou déblaie la neige
18. Zou le décorateur de jardin
19. Zou le scientifique
20. Zou l'épicier
21. Zou et l'album souvenir de Nanou
22. Zou le sauveteur
23. Zou et la roue des questions
24. Zou et la maison hantée
25. Zou et le vent
26. Zou et la médaille de Papy
27. Zou et le piano
28. Zou le professeur de sport
29. Zou et le cadeau de maman
30. Zou et le maillot porte-bonheur
31. Zou nettoie la ville
32. Zou efface ses traces
33. Zou et le match de Zèbreville
34. Zou et la  compétition de gymnastique
35. Zou l'entraîneur particulier
36. Zou et le parcours à vélo
37. Zou et la fougère
38. Zou et le gros tas de neige
39. Zou et la mascotte
40. Zou à la rescousse
41. Zou et la journée idéale
42. Zou et le cours de danse
43. Zou au gymnase
44. Zou le funambule
45. Zou et le cadeau d'anniversaire de tante Zelda
46. Zou et l'oiseau voyageur
47. Zou et le bon vieux temps
48. Zou et la tortue
49. Double Zou
50. Zou le meilleur vendeur
51. Le costume de Zou
52. Zou et le retour du  piano

## Diffusion
La série est diffusée pour la première fois en France le 22 décembre 2012 sur France 5 et depuis novembre 2013 sur Disney Junior. Elle a aussi été diffusé sur TV5 Monde : les trois premières saisons sont régulièrement diffusées (et rediffusées) sur la chaîne, dans les programmes Jeunesse de TiVi5 Monde depuis 2013 (précision rédigée en juillet 2019).
Aux États-Unis, elle est diffusée en 2013 sur PBS Kids Sprout (en).